# لیگ ستارگان قطر ۲۴–۲۰۲۳
لیگ ستارگان قطر ۲۴–۲۰۲۳ نسخه ۵۰ام از مسابقات قهرمانی فوتبال در قطر است. لیگ ستارگان قطر (QSL) بالاترین سطح مسابقات قهرمانی فوتبال در قطر است. باشگاه ورزشی السد در این فصل قهرمان شد.

## تیم‌ها
۱۲ تیم در این دوره حضور دارند.
- الدحیل
- السد
- الوکره
- العربی
- الشمال
- الغرافه
- ام صلال
- الریان
- المعیذر
- القطر
- الاهلی
- المرخیه